# Сахасранама
Сахасранама (санскр. सहस्रनाम, IAST: sahasranāma) — в индуистской религиозной традиции и ритуальной практике тип гимна, в котором, в отличие от других типов гимнов (стути, сукта и т. д.) последовательно перечисляются имена божества. В период роста классических религиозных школ стало довольно популярным создавать именно крупные гимны, сахасранамы, для простого почитания божества. По сей день сахасранамы используются как индивидуальный медитативный инструмент, так и как часть ритуала — домашней и храмовой пуджи и ведийской яджны. Все они делятся на две равноценные категории:
- Сахасранама-стотра (IAST: sahasranāmastotraṃ) — как таковой сам гимн, в котором имена просто перечисляются в именительном падеже и собраны в шлоку или другую, близкую шлоке, форму:

ikṣuchāpadharaḥ shūlīchakrapāNiḥ sarojabhṛt .
pāshīdhṛtotpalaḥ shālimañjarībhṛtsvadantabhṛt .. 43..
Махаганапати сахасранама стотра (Ганеша-пурана)
- Сахасранама-стотра-вали (IAST: sahasranāmāstotravaliḥ) — последовательный список имен в дательном падеже с добавлением «oṃ» перед именем и «namaḥ» — после:

oṃ viṣvasmai namaḥ ..
oṃ viṣhṇave namaḥ ..
oṃ vaṣhaṭ.hkārāya namaḥ ..
oṃ bhūtabhavyabhavatprabhave namaḥ ..
oṃ bhūtakṛte namaḥ ..
oṃ bhūtabhṛte namaḥ ..
 Вишну сахасранама стотра вали (Махабхарата)
Вплотную к сахасранамам примыкают более короткие шатанама-стотры (IAST: shatanāmastotraṃ) и шатанама-стотра-вали (IAST: shatanāmastotravaliḥ), построенные по тому же принципу, что и сахасранамы, но гораздо более меньшего размера — в них перечисляются не 1000 имён, а 100 или 108.

## Этимология
- Sahasra на санскрите означает «тысяча» и nāmā является именительным падежом от «имя». Это словосочетание бахуврихи может быть переведено как «имеющий тысячи имён».
- Shata на санскрите означает «сто» и nāmā является именительным падежом от «имя». Это словосочетание бахуврихи может быть переведено как «имеющий сто имён».

Более правильным было бы называть гимны сахасра-ашта-нама-стотра (Тысяча восемь имён Бога) и шата-ашта-нама-стотра (Сто восемь имён Бога) — эти гимны обычно включают в себя 1008 (108 соответственно) имён. Однако в общей традиции закрепились названия сахасранама и шатанама

## Роль сахасранам в духовной практике
В индуизме, как и во всех мировых религиях, есть традиция восхваления божеств, и сахасранама идеально подходит для этой цели — кроме своего ритуального содержимого, сахасранама фактически представляет собою краткое энциклопедическое руководство по атрибутам божества, которому она посвящена, и мифологии, связанной с этим божеством. Поэтому во многих школах и традициях индуизма изучение школьных сахасранам стоит наравне с изучением школьных писаний.
Среди девяти форм бхакти-йоги индуистской традиции четыре имеют непосредственное отношение к сахасранамам:
1. Шравана (shravana — «слушание о Боге») — слушание историй из священных писаний, повествующих о божестве.
2. Нама санкиртана (IAST: nāma-sankīrtana — «прославление Бога») — воспевание имён божества.
3. Смарана (smarana — «памятование о Боге») — памятование форм, имён, действий божества.
4. Арчана (archanā — «поклонение Богу») — поклонение (пуджа) мурти божества в индуизме с повторением имён божества.

Кроме обычного повторения сахасранамы также существует практика лакшарчаны (IAST: lakṣārchanā — сто тысяч поклонений) или лакшарнама (IAST: lakṣārnāmā — сто тысяч имён), представляющая собою интенсивный вариант чтения сахасранамы, когда весь текст гимна многократно повторяется (в идеале — сто раз).
Кроме лакшарчаны иногда устраиваются котьярчаны (IAST: kotyārchanā — 10.000.000 поклонений) (другое название крорарчана (IAST: krorārchanā — 10.000.000 поклонений), когда сахасранама повторяется как минимум миллион раз.
Подобные чтения обычно происходят во время крупных религиозных праздников или по индивидуальному обету верующего. Подобные ритуалы довольно дороги и в основном проводятся при наличии спонсоров.

## Популярные сахасранамы
Всего известно около сотни сахасранам и несколько сотен шатанам, обращённых к различным божествам — Вишну и его аватарам, Шиве и его ипостасям, Деви и её ипостасям, Ганеше, Сканде, локапалам, наваграхам и т. д. Среди них наибольшей популярностью пользуются:
- Вишну-сахасранама (существует в единственной версии в Шанти-парве Махабхараты);
- Ганеша-сахасранама (два текста: один в Ганеша-пуране; второй — самостоятельный текст, в нём все имена начинаются с буквы «Г»);
- Лалита-сахасранама (Лалитападхьяна Брахманда-пураны);
- Шива-сахасранама (известно минимум 18 версий в Махабхарате, Пуранах, Тантрах, Агамах).

В шактийских тантрических школах большой популярностью пользуются Бхавани-сахасранама, Кали-сахасранама и Кумари-сахасранама (из Рудраямала-тантры, на русский язык переведена О. Н. Ерченковым).
Кроме того, существует несколько специфических сахасранама-вали-стотр, в которых после слога «oṃ» добавляется та или иная биджа-мантра, например:

oṃ .. laṃ .. surabhyai namaḥ ..
oṃ .. laṃ .. paramātmikāyai namaḥ ..
oṃ .. laṃ .. vāche namaḥ ..
Лам-Лакшми-сахасранами-стотра-вали
О количестве и популярности шатанам сказать что-либо крайне сложно — их насчитывается несколько сотен, и они достаточно популярны в различных регионах Индии и в различных религиозных школах.

## Правила чтения
Сахасранама читается как в индивидуальной медитативной и ритуальной практике, так и в процессе храмового богослужения и при совершении яджны и хомы. Перед чтением, особенно в случае индивидуальной практики, обычно читается сахасранам-дхьяна-стотра (IAST: sahasranāmā dhyānaṃ stotraṃ), например:

Шри Лалита Сахасранама дхьяна стотра
- Я медитирую на Тебя, омывающую Вселенную своим алым сиянием, цветом подобным синдуру. На Тебе украшенная диадема и полумесяц чудно сияет на твоих волосах. Я созерцаю Тебя, Чья милая улыбка являет дар Твоей доступности для любящих Тебя, Твоя высокая грудь излучает молоко материнской Любви. В руке Твоей чаша полная мёдом Вечности, в другой гибискус, символизирующий радость, пчёлы вьются вокруг него. Стопы Твои покоятся на сосуде полном драгоценностями.
- О Мать Бхавани! Да буду я медитировать на Тебя златотелую, прекрасную. На лучезарном лике Твоём глаза подобны лотосным лепесткам, ты восседаешь на лотосе и держишь золотой лотос. В желтые одежды Ты облачена, о как прекрасна Ты в своих изящных украшениях! Преданные поклоняются Тебе, всегда дарующий прибежище.
- Ты Сама Шри Видья, Ты воплощенная безмятежность. Все боги почитают Тебя, о Подательница процветания! О, Всевышняя Мать! Позволь мне погрузиться в алую зарю Твоего сияния и пережить тождество с Тобой в то время, когда я буду воспевать Твоё Имя. Да просветит мое сознание Твоей подобный красному цветку Образ Великой Красоты.
- Да узрею я Тебя украшенную красной гирляндой, умащенную красным сандалом , Чей лоб сияет мускусом. Благоухание Твое пчёл привлекло, о держащая сахарный тростник, стрелы — цветы, петлю и стрекало, улыбающаяся и всеочаровывающая. Позволь мне осознать Единство с Тобой, окружённой золотыми лучами славы, о Богиня подобная восходящему солнцу!

Оригинальный текст (санскрит) shrii lalitaa sahasra naama dhyaanam stotram.h
sinduuraaruNa vigrahaaM trinayanaaM maaNikyamauli sphurat.h taaraa naayaka shekharaaM smitamukhii maapiina vakshoruhaam.h .
paaNibhyaamalipuurNa ratna chashhakaM raktotpalaM bibhratiiM saumyaaM ratna ghaTastha raktacharaNaaM dhyaayet paraamambikaam.h .. 1..
aruNAM karuNA taraN^gitaakshiiM dhR^ita pAshaaN^kusha pushhpa baaNachaapaam.h .
aNimaadibhi raavR^itaaM mayuukhairahamityeva vibhaavaye bhavaaniim.h .. 2..
dhyaayet.h padmaasanasthAM vikasitavadanAM padmapatraayataakshIM hemAbhAM pItavastrAM karakalitalasaddhemapadmaaM varAN^giim.h .
sarvaalaN^kaara yuktaaM satata mabhayadAM bhaktanamraaM bhavaaniiM shrIvidyAM shaanta mUrtiM sakala suranutAM sarva sampatpradAtrIm.h .. 3..
sakuN^kuma vilepanaamalikachumbi kastuurikaaM samanda hasitekshaNaaM sashara chaapa paashaaN^kushaam.h .
asheshhajana mohiniiM aruNa maalya bhuushhaambaraaM japaakusuma bhaasuraaM japavidhau smare dambikaam.h .. 4..

По завершении чтения обычно читается так называемая Чамака-стотра (chame — и мне [даруй]; название восходит ко второй части Рудра-сукты, где читающий просит дать ему всё необходимые аксессуары для ведийского жертвоприношения).